# Kuszumi Koharu
Kuszumi Koharu (久住小春; Niigata, 1992. július 15. –) japán színésznő, modell, televíziós személyiség és énekesnő. A Morning Musume és a Hello! Project egykori tagja. Ő volt a Kirarin☆Revolution című anime szinkronszínésznője is. Jelenleg a CanCam modellje és a Dream Morning Musume tagja.

## Élete
Kusumi Koharu 1992. július 15-én született Washima faluban Niigataban, Japánban.
Mielőtt csatlakozott a Morning Musumehez,  az iskolájában a röplabda csapat kapitánya volt.

### 2005
2005-ben csatlakozott a Morning Musuméhez egyedüli hetedik generációs tagként, amikor még csak 12 éves volt.

### 2006
Tagja volt a Hello! Project kickball csapatának, a Metro Rabbits H.P.-nek, mely 2006 elején alakult. Április 7-től ő lett a szinkronhangja Cukisima Kilarinak, a Kirarin☆Revolution című anime főszereplőjének.

### 2007
2007 elején Koharut választották ki, hogy a tagja legyen a Morning Musume Tanjou 10nen Kinentai nevezetű unitnak, amit azért hoztak létre, hogy egy csoportként megünnepeljék a Morning Musume 10. évfordulóját. A Morning Musume Tanjou 10nen Kinentai továbbá Iida Kaoriból, Abe Nacumiból, Gotó Makiból és Niigaki Riszaból állt. Az első kislemezük “Bokura ga Ikiru MY ASIA” címmel 2007. január 24-én jelent meg. Koharu a °C-ute-s Hagivara Maival a Kira☆Pika tagja volt.

### 2008
Két Hello! Pro Egg taggal, Kikkava Juuval és Kitahara Szajakával a MilkyWay nevű unitot alkotta.

### 2009
A Kirarin☆Revolution című anime 2009 márciusában ért véget.
2009-ben Koharut jelölték ki arra, hogy a kevert csoport, a ZYX-α egy részét képezze Niigaki Riszaval, Umeda Erikával, Ogava Szakival, Vada Ajakával, Cugunaga Momokoval, Tokunaga Csinamival és Szudo Maasával együtt.
A Morning Musume 2009-es őszi Nine Smile turnéjának első előadása után sokkoló bejelentést tettek, miszerint Koharu 2009 decemberében a Morning Musuméből és a Hello! Projectből is graduál. A hivatalos bejelentés szerint azt tervezte, hogy Umeda Erikához (°C-ute) hasonlóan modell lesz.
A graduálása a Morning Musume leghosszabb stabil felállásának a végét jelentette, mivel ez volt az első változás a csapat beosztásában Josizava Hitomi és Fudzsimoto Miki 2007-es távozása óta.

### 2010
Dzsundzsun (Lí Csun), Linlin (Csian Lin), a Berryz Koubous Nacujaki Mijabi és Koharu júniusban léptek fel Sanghajban, mint egy különleges négy tagú unit, Ex-ceed! néven.
A „Sugar Doll” című photobookjának mindkét kötetét megalkották és 2010. június 14-én android telefonos alkalmazásokként jelentették meg.
Koharu bejelentette a blogján, hogy a Jamazaki márkájú “Funwari Shokupan” új reklámjában fog megjelenni, amit 2010. július 16-án mutattak be.
Néhány hónappal később bejelentette, hogy ő és azok a korábbi Morning Musume tagok, akik még az Up-Frontnál vannak, a Dream Morning Musume csapatot fogják alakítani. A csoport április végén debütált az első albumukkal, aminek a címe Dreams. 1, és amelyen a Morning Musume klasszikus dalait dolgozták át.

### 2011
2011. szeptember 24-én bejelentették, hogy egy új modell ügynökségnél írt alá szerződést, aminek a neve ILLUME .
Késő ősszel felvett egy új dalt, melynek címe Asaasanba, és ez digitális kislemezként jelent meg.

### 2012
Február 15-én a Dream Morning Musume kiadta az első kislemezét, melynek címe „Shining Butterfly”.

### 2013
Január 19-én Koharu megjelent a Youngtown rádióműsorában, Micui Aikaval, Micsisige Szajumival és Kikkava Juuval.

### 2016
2016 novemberében szerződést bontott a J.P. ROOM-mal.

### 2017
Március végén véget ért “7MEDIASHIP92” című rádióműsora, majd bejelentették, hogy szerződést írt alá az Oscar Promotion-nal, amin keresztül szerepelni fog a “Joshuu seven” című TV sorozatban.2017 októberében megjelent a népszerű orvosi dráma ötödik évadjában, a Doctor X-ben, mint Nagamori Haruna nővér.

### 2018
2018 novemberében mellékszerepet játszott a "Lady in White" című filmben.

## Diszkográfia

### Albumok
1. [2007.02.28] Mitsuboshi
2. [2007.12.19] Kirarin☆Land
3. [2008.12.17] Kirari to Fuyu

### Best-of albumok
1. [2009.03.11] Best☆Kirari

### Kislemezek
1. [2006.07.12] Koi☆Kana
2. [2006.10.25] Balalaika
3. [2007.05.02] Happy☆彡
4. [2007.11.07] Chance!
5. [2008.07.16] Papancake
6. [2009.02.04] Hapi☆Hapi Sunday!
7. [2011.09.24] Asaasanba

### Közreműködések
Morning Musume
1. Iroppoi Jirettai
2. Chokkan 2 ~Nogashita Sakana wa Ookiizo!~
3. SEXY BOY ~Soyokaze ni Yorisotte~
4. Ambitious! Yashinteki de Ii jan
5. Aruiteru
6. Egao YES Nude
7. Kanashimi Twilight
8. Onna ni Sachi Are
9. Mikan
10. Resonant Blue
11. Pepper Keibu
12. Naichau Kamo
13. Shouganai Yume Oibito
14. Nanchatte Ren'ai
15. Kimagure Princess

Morning Musume Tanjou 10nen Kinentai
1. Bokura ga Ikiru MY ASIA
2. Itoshiki Tomo e

MilkyWay
1. Anataboshi
2. Tan Tan Taan!

Kira☆Pika
1. Hana o Pu-n / Futari wa NS

Ganbarou Nippon Ai wa Katsu Singers
1. Ai wa Katsu

Dream Morning Musume
1. Shining Butterfly

## Filmográfia
| Év   | Cím                                                                   | Szerep                                           | Hálózat  |
| ---- | --------------------------------------------------------------------- | ------------------------------------------------ | -------- |
| 2005 | Hello! Morning                                                        | Önmaga                                           | TV Tokyo |
| 2005 | Musume Dokyu! (娘DOKYU!)                                              | Önmaga                                           | TV Tokyo |
| 2006 | Kirarin Revolution                                                    | Tsukishima Kirari                                | TV Tokyo |
| 2006 | Oha Suta                                                              | Tsukishima Kirari (2006-2009) Önmaga (2009-2014) | TV Tokyo |
| 2007 | Haromoni@                                                             | Önmaga, Kirari Tsukishima                        | TV Tokyo |
| 2009 | Piramekino                                                            | Önmaga                                           | TV Tokyo |
| 2014 | Inauguration! Girl's Cabinet (発足！ギャル内閣)                       | Yamato Singh                                     | TV Chiba |
| 2014 | Otoboke Pops                                                          | Önmaga                                           | BS-TBS   |
| 2014 | Last Kiss: Saigo ni Kiss Suru Date (ラストキス〜最後にキスするデート) | Önmaga                                           | TBS      |
| 2014 | Again!! (アゲイン!!)                                                  | Abe TamaTakashi                                  | MBS      |
| 2015 | Boat Race Live                                                        | Önmaga                                           | BS Fuji  |
| 2016 | Toto Television (トットてれび)                                        | Bubble                                           | NHK      |
| 2017 | Seven Women in Prison (女囚セブン)                                    | Koharu                                           | TV Asahi |
| 2017 | Doctor-X: Surgeon Michiko Daimon                                      | Nagamori Haruna                                  | TV Asahi |
| 2018 | Lady in White                                                         | Aikawa Kumi                                      |          |

## Érdekességek
- Ogava Makotot követően ő a második Morning Musume tag, aki Niigatából származik.
- A „csoda” szót sokszor használják Koharuval kapcsolatban (becenévként vagy szállóigeként), mert a 7. generációs meghallgatáson a Morning Musumének meg kellett találnia az „ászt”, akit Cunku úgy nevezett, hogy „csoda”.
- A meghallgatása során kijelentette, hogy jobban szereti a „klassz” képeket, mint az „aranyosat”, és kijelentette, hogy Josizava Hitomit és Fudzsimoto Mikit csodálja a legjobban tagként. Azt is kijelentette, hogy Fudzsimoto Miki a kedvenc híressége a Hello! Morningból és az Ongaku szensi Music Fighterből egyaránt.
- A meghallgatási dala a Morning Musume „Furusato” című száma volt.
- A Morning Musume 2009-es őszi turnéján a graduáló dala is a Furusato volt.
- A Morning Musumén belül a mentora Micsisige Szajumi volt.
- Ő a legfiatalabb előadó, aki szólóban debütált a Hello! Projecten belül.
- 2006-ban és 2007-ben neki voltak a legjobb eladásai a Hello! Project szólistái közül.
- A szólókarrierje kezdete óta az összesen eladott kislemezek száma 1,114,889.
- Azt állítja, hogy nyugtalan az idősebb generációs tagok, különösen Nakazava Júko és Jagucsi Mari körül. Mindazonáltal, mivel a Morning Musume Tanjou 10nen Kinentai tagja lett, azt állítja, hogy Iida Kaori és Abe Nacumi körül megnyugodott.
- Megdöbbenti az, amikor valaki kansai nyelvjárásban beszél.
- Ő volt az első előadó, aki megvalósította 2.0 arányt a Hello! Project évek alatt (A 2.0 arány az első heti eladások az összes eladással szemben. Más szóval, képes volt arra, hogy megduplázza az első heti eladásait).
- A Yorosen!-ben a többi Morning Musume tagot szumó birkózásra tanította.
- Most ugyanannál az ügynökségnél (ILLUME MODELS) modellkedik, mint korábban Umeda Erika.
- 2011-ben a CanCam divatmagazinnak az exkluzív modellje lett.
- Visszautasította, hogy Takahasi Ait valaha is „Ai-chan”-nak hívja és inkább „Takahasi-san”-nak szólította, mert nagyon tisztelte Ait, bár Ai azt akarta, hogy Ai-channak hívja.
- Micui Aikával közeli barátok.
- Lelkesen érdeklődik az egészséges táplálkozás és a nyers élelmiszereik iránt és ezekről a témákról a blogjában, 2011-ben az önéletrajzában és az esszé könyvében, a 17sai no Tenshokuban írt.
- Ő a negyedik Morning Musume tag, aki egyaránt a Morning Musuméből és a Hello! Projectből is graduált. Az első Fukuda Aszuka volt, a második Isiguro Aja, a harmadik Icsii Szajaka.
- 2007-ben vakbélgyulladást diagnosztizáltak nála és meg is műtötték.
- Cunku kijelentette, hogy a Hello! Project történetében Koharu a legnépszerűbb tag.